# The Hound of the Baskervilles (película de 2002)
The Hound of the Baskervilles (en España: El perro de los Baskerville) es una adaptación televisiva de 2002 de la novela del mismo nombre de Sir Arthur Conan Doyle dirigida por David Attwood. 

## Sinopsis
Sherlock Holmes y su compañero el Dr. Watson investigan el caso de un intento de asesinato inspirado en la leyenda de un temible perro diabólico de origen sobrenatural en Dartmoor, Devon, en el oeste de Inglaterra.

## Reparto
- Richard Roxburgh - Sherlock Holmes
- Ian Hart - Doctor Watson
- Richard E. Grant - Jack Stapleton
- Matt Day - Sir Henry Baskerville
- John Nettles - Dr. James Mortimer
- Geraldine James - Mrs. Mortimer
- Neve McIntosh - Beryl Stapleton
- Ron Cook - Mr. Barrymore
- Liza Tarbuck - Mrs. Barrymore

## Producción
Producida por Tiger Aspect Productions para la BBC, se mostró en la BBC One en el Boxing Day de 2002. Fue dirigida por David Attwood, y adaptada por Allan Cubitt. La película está protagonizada por Richard Roxburgh como Sherlock Holmes e Ian Hart como Doctor Watson. Hart volvería a interpretar a Watson en la película para televisión de 2004 Sherlock Holmes y el caso de la media de seda, también escrita por Cubitt. El sabueso era una mezcla de animatrónica e imágenes generadas por computadora y fue creado por el mismo equipo, Crawley Creatures y Framestore, que creó los dinosaurios para Walking with Dinosaurs y The Lost World.